# Glaucocharis robinsoni
Glaucocharis robinsoni là một loài bướm đêm trong họ Crambidae.